# Sorge (Eider)
Die Sorge ist ein rechter Nebenfluss der Eider im nördlichen Schleswig-Holstein. Von der Vereinigung der beiden Haupt-Quellflüsse bis zur Mündung in die Eider ist die Sorge 29,35 km lang, vom Bistensee an 33,1 km. Mit dessen längstem Zufluss sind es 40,5 km. Der längste Flussweg im Flusssystem Sorge misst 45 km.

## Etymologie
Die Sorge wurde im Jahr 1323 als Sorka erstmals schriftlich erwähnt. Der Name stammt aus dem Germanischen und bedeutet „die Dunkle“ (*Swurkō).

## Quellgewässer
Nach der heutigen Namenseinteilung entsteht die Sorge nordwestlich von Alt Duvenstedt aus der Vereinigung der Stente und der Mühlenau. Die Stente bildet den Zufluss vom Bistensee. Noch in amtlichen Karten aus dem Jahr 2000 trug auch der untere Teil der Stente zwischen dem Stenter Mühlenteich und dem Zusammenfluss den Namen Sorge.

### Stente
In der hydrologischen Klassifikation mit Gewässerkennzahlen, die sich außer an der Länge von Gewässern auch an der Fläche des Einzugsbereichs und der Wassermenge orientiert, gilt nicht nur die Stente als Teil der Sorge (gleichermaßen GKZ 95212), sondern auch der längste Zufluss des Bistensees als ihr eigentliches Quellgewässer (GKZ 952121 und 9521211). Dieser Bach ohne amtlichen Namen verläuft im oberen Teil, möglicherweise durch Verrohrung, streckenweise unterirdisch. Im Waldgebiet Gehege Fresenboje fließt er durch den Fresensee. Die Gewässerstrecke von der entferntesten Quelle bis zur Vereinigung der Stente mit der Mühlenau misst einschließlich der Seen etwa 11,15 km.

### Boklunder Au – Mühlenau
Die Gewässerstrecke aus der Mühlenau (früher Mühlenbach) und ihrem Oberlauf Boklunder Au ist mit 15,9 km deutlich länger als das Gewässer durch Fresensee und Bistensee. Dabei beginnt der Name Boklunder Au südwestlich von Jagel, aber ein im Südosten von Jagel beginnender Wasserlauf ist etwa 100 m länger und trägt deswegen die Gesamtnummer dieses Gewässers (GKZ 952122).

## Flusslauf
Von der Vereinigung von Mühlenau und Stente fließt die noch schmale Sorge westwärts, wo ihre Niederungen von Geestrücken begrenzt wird, erst nur wenig geschlängelt. Bei Sorgbrück am Nordrand der Loher Heide wird sie von der B 77 und vom historischen Ochsenweg gekreuzt. Schon ab hier heißt der Fluss wegen seiner im folgenden Kapitel beschrieben Meliorisationsgeschichte Neue Sorge. Bei Tetenhusen erreicht der Fluss das westliche Marschland und schlängelt sich hier teilweise sehr stark. Ab Meggerdorf wird sie durch ein künstlich angelegtes gerades Bett geleitet. Die Alte Sorge liegt abgeschnitten vom Fließgewässer im Meggerkoog und angrenzenden Niederungen. Es wird heute die Alte Sorge-Schleife genannt. Diese ist neben der Bodennutzung, vorwiegend als Weideland, ein großes Naturschutzgebiet, in dem viele Wasservögel im Frühjahr und Herbst auf ihren Zügen Rast machen. Aus diesem versorgen Störche ihren Nachwuchs, den sie in Bergenhusen und Wohlde in Horsten auf den Dächern und Masten aufziehen.
Die Sorge selbst fließt am Umleitungsdeich entlang südwärts bis zur Sandschleuse.
Dies ist ein Wehr mit Schleuse und sehr leistungsfähigem Pumpwerk, das in der heutigen Form in den 1950er Jahren errichtet wurde, um das dahinter liegende Bauernland endgültig vor Fluten zu schützen. Es wehrt Süßwasser, das sich bei Nordseefluten staute sowie Salzwasser, gemischt mit Eiderwasser, bei Sturmfluten ab.
Etwa sechs Kilometer fließt sie noch als etwas breiterer Fluss durch die Wiesen, um bei Hohnerfähre in die Eider zu münden. Kurz vorher nimmt sie noch das Wasser der Rinne auf, die hier als durchaus breiter Entwässerungskanal vom Hohner See her kommt. Auch ihr Wasser wird gepumpt.

## Alte Sorge, Landgewinnung
Ursprünglich war die Sorgeniederung an sich schon ein Feuchtgebiet. Über dem weichmoorig tiefen Untergrund lagen mehrere Seen und Landseen als natürliche Sammelbecken für das Grundwasser, das Flusswasser des alten Sorgelaufes, für Niederschlag und Schmelze, und für das über die Eider einströmende Hochwasser der Nordsee. Mit flussaufwärts zunehmender Bedeichung der Eider schwoll die Flut dort immer höher an, so dass sich das Wasser regelmäßig in die noch unbedeichte Sorgeniederung ergoss.
Da waren im Norden der Börmer See und der Wittenhagener Landsee. Diese Seen verband die Börmer Au mit dem Meggersee, den die durchfließende Sorge, gemeinsam mit der Bennebek, fast ganzjährig zu einem  Landsee machte. Der ehedem zu Bergenhusen gehörige Kleinsee lag neben der westlichen Ausbuchtung des Meggersees. Ein kleiner Graben verband die Gewässer. Nach dem Verlassen des Meggersees an seiner Westseite machte die spätere Alte Sorge eine Wendeschleife nach Südost. An dieser Stelle nahm sie die Stapelrönne auf, den gemeinsamen Abfluss des Norderstapeler-, Süderstapeler- und des Dacksees. Südlich Meggerdorf, in Höhe Hölken, entwässerte der Meyensee in die Sorge. Bevor der Fluss schließlich bei Hohnerfähre die Eider erreichte, nahm er noch den Überlauf des Hohner Sees aus dem Königsmoor auf.
Die Seen und Ländereien der Sorgeniederung gehörten zum größten Teil dem schleswigschen Fürstenhaus. Zu Beginn des 17. Jahrhunderts gründete der damalige Landesfürst Herzog Friedrich III. Friedrichstadt als Ansiedlung holländischer Remonstranten zwischen Eider und Treene. Wie erwartet befanden sich unter den Einwanderern einige wasserbaukundige Männer, die strategisches Denken und den nötigen unternehmerischen Mut mitbrachten. Ihnen sind die Pläne zur Trockenlegung der Sorgeniederung zuzuschreiben. Es handelte sich ab 24. Juli 1623 um Christian Becker, Pieter Tristeyn, Joan de Haen, Marten van Bocholt, Franxois van der Schagen, Guiliemus de Renault, Robert Oudart. Ab dem 9. September 1623 kamen hinzu Carolus Ryckwaert, Pieter de Goyer, F. Noordwyk, Willem van Dam, Claes Jansz und G. v. d. Gall. Ihre Pläne wurden tatsächlich, wenngleich unter großen Schwierigkeiten, verwirklicht und haben Auswirkungen bis in die Gegenwart.
Das Projekt gliederte sich in drei Bauabschnitte:
1. Umleitung des Flusswassers von Bennebek und Sorge, mit Anlegung eines neuen Flussbettes und eines zur Niederung schützenden Deiches; Abdämmung der südöstlichen Niederung gegen das Hochwasser der Eider.
2. Anlage von Gräben und Sielen zur Entwässerung der Niederung; Trockenlegung der Seen durch Anlegung von Ringdeichen und Bau von Schöpfwerken mit Wohn- und Nebengebäuden.
3. Zur Entwässerung und Regulierung der Wasserstände in der Niederung die Anlegung eines Entwässerungskanals hin zur Eider mit Bau einer Schleuse.

Das Plangebiet umfasste die gesamte Niederung östlich des Stapelholmer Höhenzuges bis an das Königsmoor und – in dieser Breite – von der Eider nordwärts bis über den Börmer See. Nach den Plänen sollte hier eine etwa 40 km² große Fläche trockengelegt und für die Bewirtschaftung gewonnen werden. Für damalige Verhältnisse war das ein schier unvorstellbares Vorhaben, unüberschaubar für die eingesessenen Anlieger. Die Pläne fanden die Zustimmung des Fürsten und so begannen 1623 die Bauarbeiten. Das war zur Zeit des Dreißigjährigen Krieges (1618–1648), der in der Sorgeniederung seine Spuren hinterließ.

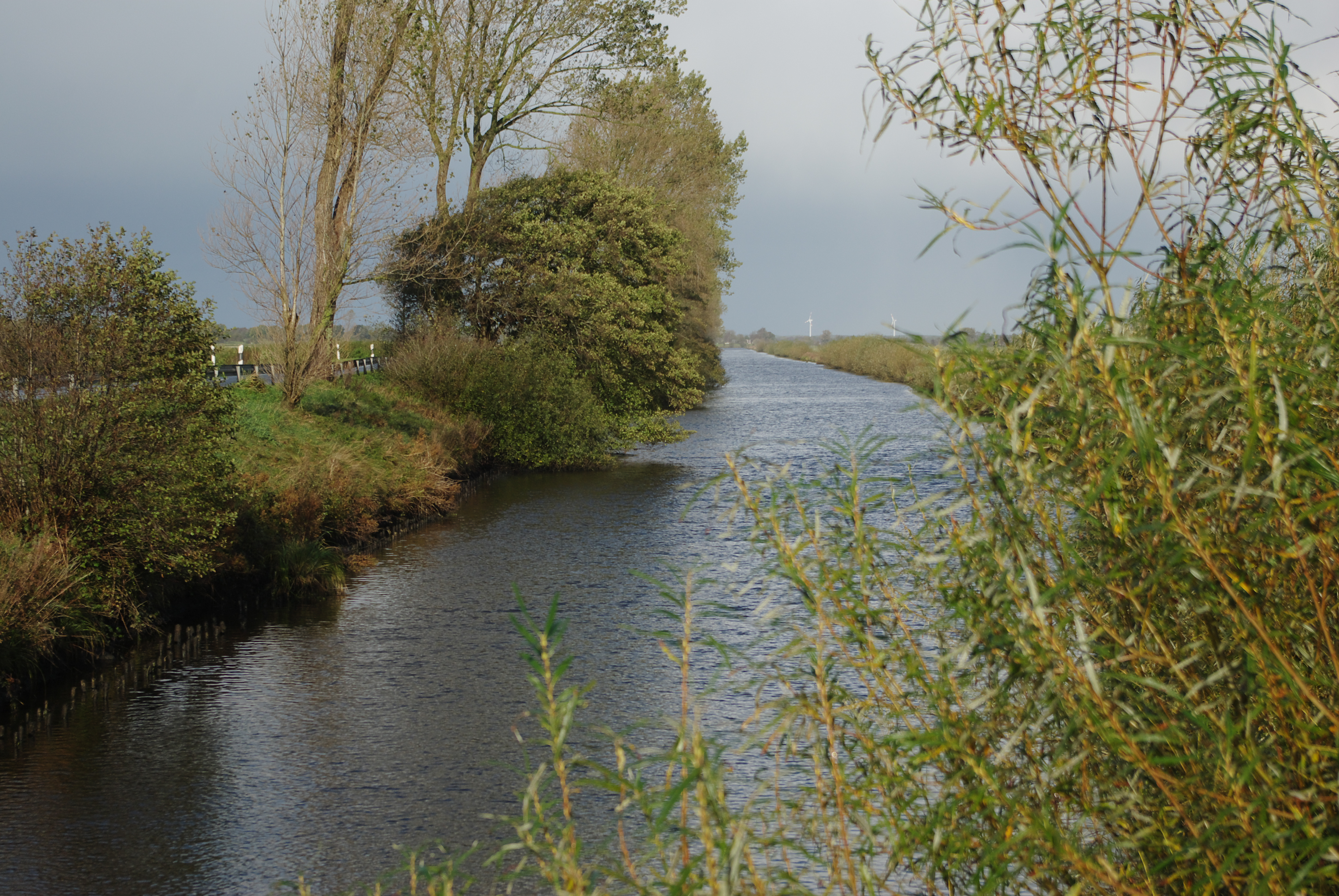
Neue Sorge am Umleitungsdeich

Zur Umleitung der Bennebek und der Sorge erhielten diese ein neues, gemeinsames Bett an der Ostseite der Sorgeniederung. Das ist die Neue Sorge. Der Aushub wurde binnenseitig zur Niederung zu einem Damm aufgeworfen und Umleitungsdeich benannt. Als heutige Landstraße 1. Ordnung hat der Umleitungsdeich Doppelfunktion. Er verläuft von Alt Bennebek/Schusterkate südwärts, in einem stumpfen Winkel um Meggerdorf herum, bis zur Sandschleuse bei Christiansholm/Meggerholm. An seinem Anfang schließt das Bauwerk die Bodensenke bei Schusterkate. In ganzer Länge riegelt es die Sorgeniederung ab, gegen die östlich anschließenden Moore. Die Sandschleuse wurde angelegt, zur Regulierung der Wasserstände östlich des Umleitungsdeiches einschließlich Neue Sorge. An seinem südlichen Ende, ab Sandschleuse, wird der Umleitungsdeich von dem Moordeich in einem Südwestbogen bis zur Erfder Geest verlängert. Das ist der Abschnitt zwischen Christiansholm/Meggerholm und Erfde/Grevenhorst.
Durch den Umleitungsdeich wurde das alte gemeinsame Flussbett von Bennebek und Sorge an zwei Stellen von dem neuen Flussbett abgetrennt. Dies geschieht an der Nordgrenze bei Alt Bennebek und an der südöstlichen Grenze unterhalb der Sandschleuse. Seit dieser Zäsur heißt der abgetrennte, westliche Flusslauf Alte Sorge. Er dient nur mehr als Entwässerungsgraben mit der Funktion eines Hauptvorfluters.

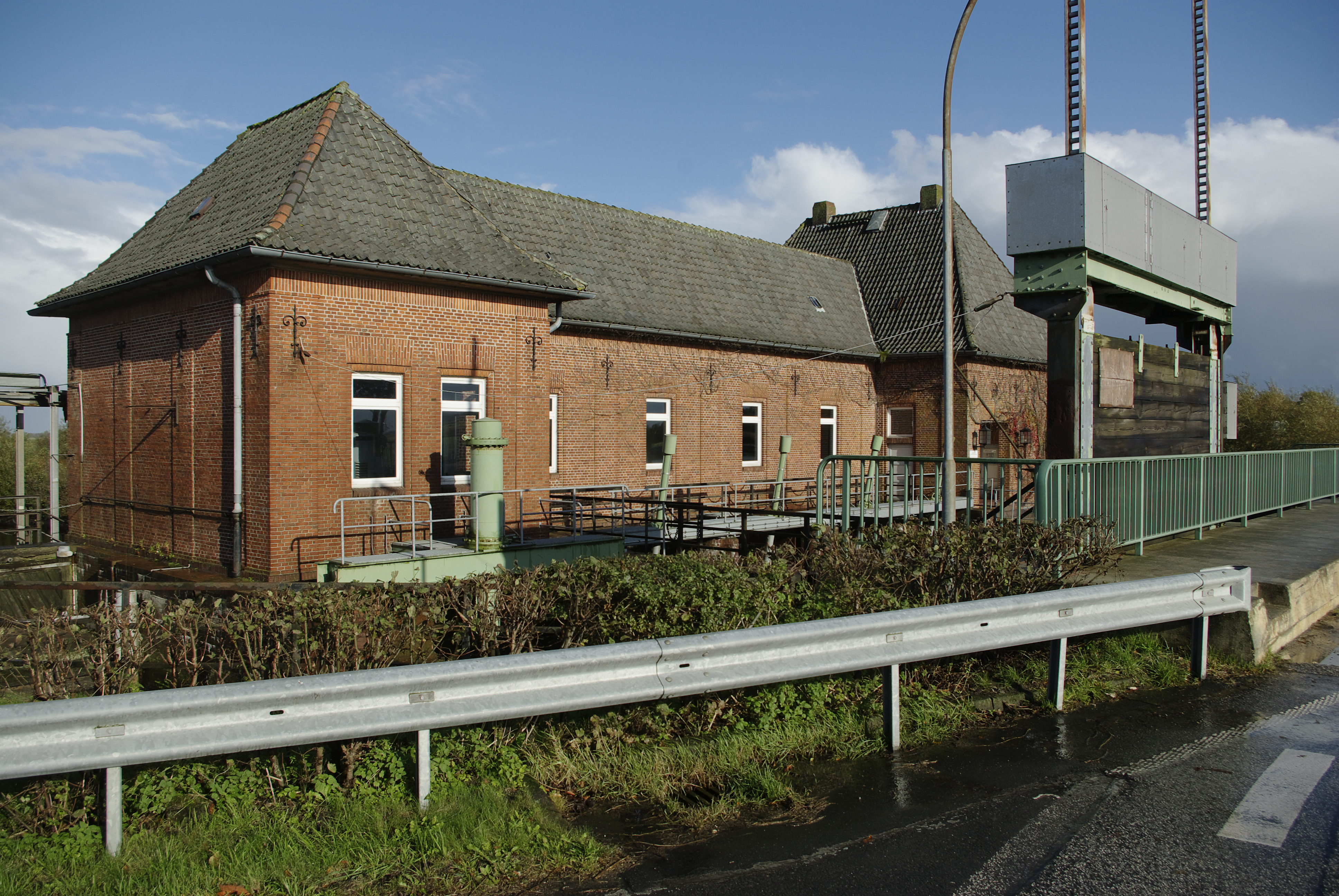
Sandschleuse

Über die offene Sorgemündung lief bis dahin immer noch das Hochwasser der Eider in die Sorgeniederung. Das verhindert seither der Moordeich, als ein Teilstück der heutigen B 202. Dieser Deich schließt die südöstliche Flanke der Niederung. Er kreuzt unterhalb Sandschleuse die Trennstelle zwischen Alter und Neuer Sorge. Die Neue Sorge hat den alten Mündungsarm übernommen.
Damit war das Plangebiet gegen alle Zuströme abgeriegelt. Der Umleitungs- und der Moordeich sicherten die Ostflanke. Im Süden sperrte der inzwischen verlängerte Eiderdeich gegen das Hochwasser, im Westen Schloss sich der Stapelholmer Höhenzug an. Die Gebiete nördlich des Börmer Sees entwässerten inzwischen über die Rheider Au und Neue Graft in die Treene. Jetzt konnten der zweite und der dritte Bauabschnitt in Angriff genommen werden.
Bei Trockenlegung der nördlichen Seen blieb der kleine Wittenhagener Landsee unberührt. Diese Fläche sollte mit zunehmender Entwässerung der Ebene von selbst trockenfallen. An den anderen Seen wurden Ringdeiche angelegt, um weiteren Zustrom aus der Niederung auszuschließen. Die Abflüsse der Seen wurden zugeschüttet und stattdessen windbetriebene Schöpfwerke installiert. Unterhalb der Schöpfwerksmühlen vollzog sich der Abfluss wie bisher in den Meggersee und weiter in die jetzt Alte Sorge. Für die Entwässerung sorgten entsprechend angelegte Parzellengräben und Nebenvorfluter.
Die Trockenlegung der Sorgeniederung war in ihrer Größenordnung und Schwierigkeit ein weithin einmaliges und bis dahin noch nie durchgeführtes Vorhaben. Das einfach erscheinende Entwässerungssystem hatte seine besonderen Schwierigkeiten. So waren die Seen zwar gegen weiteren Zustrom abgeschirmt, jedoch nicht gegen das in der weiten Niederung nachsickernde Grundwasser. Das machte sich besonders am Börmer See bemerkbar, der gut zwei Fuß (etwa 65 cm) tiefer lag als der Meggersee. Ein Schöpfwerk allein wäre hier entschieden zu wenig gewesen.
Ein anderes Beispiel ist Fünfmühlen, an der Nordwestecke des ehemaligen Meggersees. Heute steht dort ein maschinenbetriebenes Schöpfwerk. Sein Name ist auf ehedem tatsächlich fünf windgetriebene Schöpfwerke zurückzuführen, mit deren Hilfe der See wiederholt trockengelegt und der spätere Meggerkoog entwässert wurde. Das enge Netz der tiefen und breiten Parzellengräben im Meggerkoog lässt halbwegs erahnen, welch große Wassermengen dort immer noch abzuschöpfen sind, was früher keineswegs billig war. Die Anlagen mussten bedient werden und so gehörte zu jedem Schöpfwerk eine Kate für das Personal und ein Stück anbaufähigen Landes.

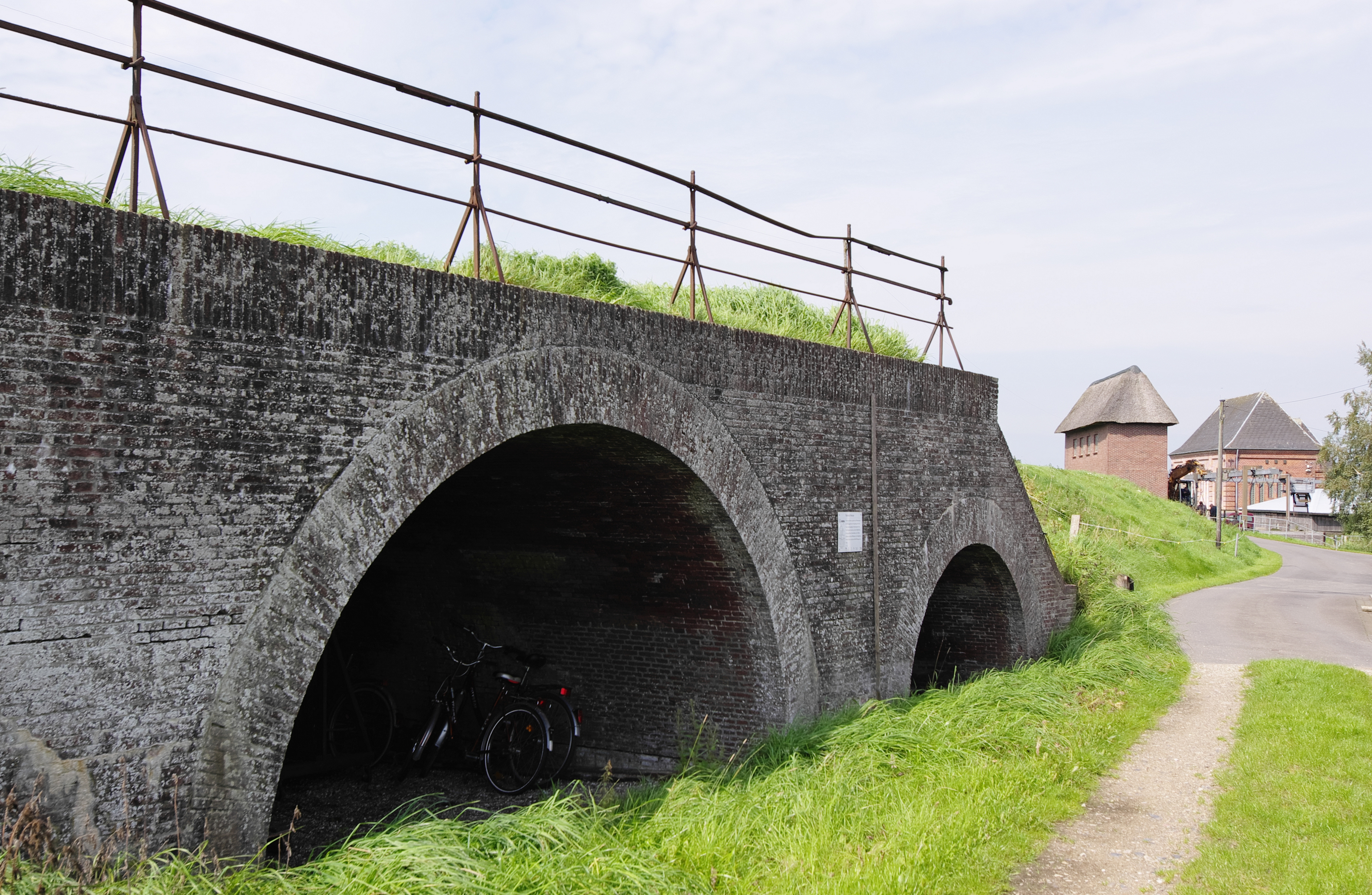
Verlandete Überreste der alten Steinschleuse am Eiderdeich, im Hintergrund Gebäude der neuen Schleusenanlage.

Weitere Schwierigkeiten ergaben sich aus der Unberechenbarkeit des Wasseraufkommens, sozusagen von Dürre bis Wolkenbruch und Schmelze samt Grundwasser. Die Menge des Wassers konnte nicht annähernd geschätzt werden, um das Maß der demnach notwendigen Anlagen zu bestimmen. Das zeigte sich am Beispiel der Steinschleuse im Eiderdeich.
Der dritte Bauabschnitt galt der Entwässerung der Sorgeniederung. Die als Hauptvorfluter hochbelastete Alte Sorge hatte nach der Zäsur keinen hinreichenden Abfluss mehr. Ein neuer Abflusskanal wurde gebaut. Dieser heute noch als Große Schlote bezeichnete Kanal ist eine Verlängerung der Stapelrönne mit heute umgekehrter Fließrichtung. Sie reicht von der Wendeschleife der Alte Sorge westwärts bis zur Steinschleuse. Sehr schnell stellte sich jedoch heraus, dass die zugleich neue Steinschleuse die Menge Wassers aus der Alte Sorge nicht bewältigen könne. Als scheinbar einfachere Lösung bot sich an, den am Südostrand der Niederung gelegenen Moordeich mit zwei kleineren Entwässerungsschleusen auszustatten und die Alte Sorge wieder an ihren früheren Unterlauf anzuschließen. Danach stellte sich heraus, dass die Drempel der beiden Moordeichschleusen nicht tief genug gesetzt waren und der Abfluss immer noch nicht ausreichte. Dies neuerliche Problem konnte vorerst nicht gelöst werden. Böses Geschehen überrollte die Niederung.
a)  Der lange, erst 1615 errichtete Eiderdeich in dem Abschnitt zwischen Süderstapel und Bargen/Scheppern hatte sich als ungenügend erwiesen, er musste verstärkt werden. Dazu waren die wirtschaftlich überforderten Anrainer nicht in der Lage. Unter der gewaltigen Sturmflut vom Oktober 1634 brach der Deich. Die Sorgeniederung wurde erneut überflutet.
b)  Wallenstein, Feldherr des Dreißigjährigen Krieges und Kaiserlicher General des Baltischen und des Ozeanischen Meeres, träumte in Rendsburg seinen nur kurzen Traum von einem Kanal quer durch Schleswig-Holstein. Indes verunsicherten seine Truppen das Land. Um ihnen den Weg abzuschneiden, öffneten die Anrainer der Sorgeniederung selbst alle Schleusen, so dass die Niederung vollends versank. Die kaiserlichen Truppen, nach ihnen die Schweden, fielen trotzdem in die Landschaft ein, und es dauerte sehr lange, bis sich die Region davon wieder erholte.
c)  Die Sorgeniederung hat danach noch jahrelang so hoch unter Wasser gestanden, dass sich im Nordwesten ein eigener, unkontrollierter Überlauf zur Treene hin entwickelte. Die Niederung und ihre Anlagen waren schließlich so weit ruiniert, dass die Holländer ihre hohen Investitionen und ihre Rechte an dem Land aufgaben.
Die Eigentums- und Besitzrechte an den Ländereien und Anlagen fielen an die Landesherrschaft und Anrainer zurück. Bis in das 18. Jahrhundert hinein wurde mit immer neuen Anläufen versucht, die Niederung und die wieder vollgelaufenen Seen erneut trockenzulegen, zunächst jedoch ohne wesentlichen Erfolg. Man hielt sich zwar an das vorgezeichnete System der Holländer, arbeitete jedoch immer nur punktuell und ohne Zusammenhang. Da wurden Materialien verarbeitet, die dem Anspruch nicht genügten, und man verzichtete auf die unerlässliche Unterhaltung neu errichteter Anlagen.

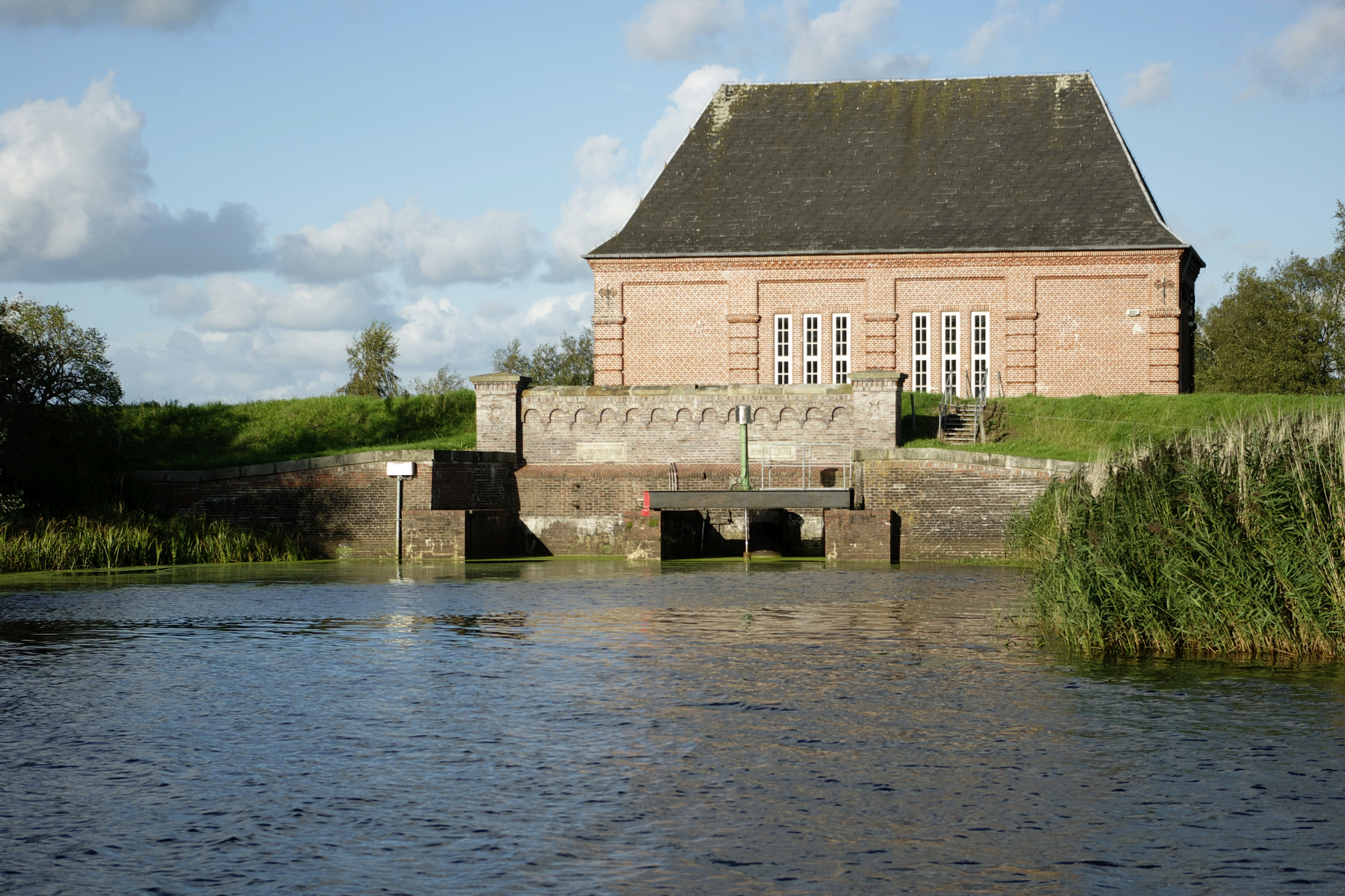
Steinschleuse und Schöpfwerk

Ein geradezu typisches Beispiel waren die Moordeichschleusen mit den zu hoch angelegten Drempeln. Der Deich wurde an der Stelle noch mehrfach mit und ohne Schleusen durchbrochen und wieder geschlossen. Schließlich wurde an der Westseite der Niederung als Nebenfluter ein weiterer Entlastungskanal, die Neue Schlote, gebaut. Das ist bis heute ein gabelnder und parallel zur Große Schlote verlaufender Graben, der im Eiderdeich eine eigene Schleuse erhielt. Diese musste später wegen Mängel am Material wieder geschlossen werden. Danach entwässerten die beiden Gräben gemeinsam über eine vergrößerte, steinerne Schleuse, die in späteren Jahren durch ein Schöpfwerk ersetzt wurde.
Das Gleiche geschah mit den Seen, die immer wieder trockengelegt wurden, bis die Anlagen wieder verfielen und sich ein neuer Besitzer um erneute Trockenlegung mühte. Die Unterhaltung der Entwässerungssysteme insgesamt wurde oft und lange genug versäumt, so dass Verkrautungen, Brüche und übermäßiger Reuseneinsatz immer wieder zu Verstopfungen und Überschwemmungen führten. Die Beseitigung solcher Schäden war regelmäßig Anlass für sehr langwierige Auseinandersetzungen um Zuständigkeiten und Kosten.
Hinzu kamen Naturkatastrophen: Brüche der Eiderdeiche infolge von Sturmfluten und hohe Wasseransammlungen östlich des Umleitungsdeiches, weil die Entwässerung wegen des Hochwasserstandes in der Eider nicht mehr funktionierte. Hier nutzte die Sandschleuse nichts mehr. Zur Entlastung der Neuen Sorge musste der Umleitungsdeich wiederholt durchbrochen werden, mit der Folge, dass die Niederung wieder volllief.
Nach dem Wechsel vom 17. in das 18. Jahrhundert änderten sich allmählich die Verhältnisse in der Sorgeniederung, nicht zuletzt mit des Sorckekooges Deichordnung von 1702, die in der ganzen Niederung galt. Mit dieser Ordnung wurden die Deichbesticke, die Umlage der Leistungs- und Unterhaltungskosten, die Nutzungs-, Sorgfalts- und Kontrollpflichten an den Deichen und Entwässerungsanlagen geordnet und Versäumnisse mit Ordnungsstrafen bedroht. Plötzlich funktionierte, was bis dahin als heilloses Durcheinander zu erkennen war.
Mit Trockenlegung der Seen wurden in der Niederung Köge angelegt. Diese und andere freie Ländereien wurden 1704 aufgeteilt. Die Besiedelung der Niederung nahm zu, die Dorfschaften wurden größer. Damit stieg zugleich die Zahl der Leistungsträger, die ein eigenes Interesse an der Sicherung und Erhaltung gewonnener Bewirtschaftungsflächen hatten.

## Bundeswasserstraße
Die Sorge ist von km 0,00 an der Sandschleuse  bis  km 5,92 an der Mündung in die Eider eine so genannte sonstige Binnenwasserstraße des Bundes im Zuständigkeits-Bereich des Wasser- und Schifffahrtsamtes Tönning. Die Mündung in die Eider liegt bei deren Flusskilometer 36,79.